# 小野木晃英
小野木 晃英（おのぎ あきひで、1997年7月31日 - ）は、ジャパンラグビーリーグワン花園近鉄ライナーズに所属するラグビー選手。

## プロフィール
- 大阪府出身[1]。
- ポジションはセンター。
- 身長 171 cm、体重 83 kg

## 略歴
2016年、大阪産大附属高校卒業後、東海大学に入る。
2020年、東海大学卒業後、近鉄ライナーズ(現・花園近鉄ライナーズ)に加入。
2021年3月13日に行われたジャパンラグビートップチャレンジリーグ2021第5節日本製鉄釜石シーウェイブス戦に途中出場で公式戦初出場を果たす。